# Igreja Presbiteriana e Reformada da Costa Rica
A Igreja Presbiteriana e Reformada da Costa Rica  (IPRCR) - em espanhol Iglesia Presbiteriana y Reformada de Costa Rica -, anteriormente conhecida como Igreja Cristã Reformada na Costa Rica, é uma denominação presbiteriana, estabelecida na Costa Rica em 1984, por missionários da Igreja Cristã Reformada da América do Norte.

## História
Em 1984, missionários da Igreja Cristã Reformada da América do Norte iniciaram um trabalho de plantação de igrejas em Honduras e Nicarágua. Um grupo de missionários de missionários decidiu também plantar igrejas na Costa Rica, entre eles estava o Pastor Guillermo Green e sua esposa Aletha. Junto com o  recém-convertido, Roberto Venegas, trabalham no setor de Guadalupe. Duas igrejas foram formadas, em Tepeyac e em Los Cuadros, Purral Arriba.
Roberto Venegas foi posteriormente ordenado e assumiu o pastoreio da congregação em Tepeyac.
Outro missionário enviado país foi Marvin Briceño, que pastoreou a igreja em  Los Cuadros. Depois disso, a missão da Igreja Cristã Reformada da América do Norte começou a trabalhar em vários lugares, incluindo San José, Alajuela e Puntarenas. Mas o esforço missionário não teve continuidade, e a missão termina seu trabalho na Costa Rica no final da década de 1990.
Diferenças na teologia e na governança produziram uma separação entre as igrejas fundadas pelos missionários. Sendo assim, as igrejas de Tepeyac e Los Cuadros foram as únicas que continuaram ligadas entre si. Juntas, elas estabeceram a "Igreja Presbiteriana e Reformada da Costa Rica".
Em 1993, a igreja Tepeyac estabelece o "Centro Educacional Cristão Reformado" (CECRE), uma instituição de ensino escolar. Aletha Green foi a diretora do CECRE por 13 anos, nos quais a instituição conseguiu construir uma escola primária e de ensino médio.
Posteriormente, a igreja se Tepeyac plantou duas igrejas filhas, uma em El Carmen de Guadalupe (Pacto de Gracia) e outra em Cartago (Primeira Igreja Presbiteriana Reformada de Cartago).
Outra missão foi estabelecida em Pérez Zeledon, de forma que a denominação formou um presbitério de quatro congregações e uma missão.

## Doutrina
A denominação permite a ordenação de mulheres e subscreve o Credo dos Apóstolos, a Confissão de Fé de Westminster, Catecismo Maior de Westminster, Breve Catecismo de Westminster, Cânones de Dort, Catecismo de Heidelberg e Confissão Belga

## Relações inter-eclesiasticas
Junto com a Igreja Batista Reformada de Los Lagos (Heredia), a IPREC formou uma associação de pastores e líderes de reformados. Esta associação promove o culto unificado do "Dia da Reforma", bem como da Conferência Reformada anual "Graça e Verdade".